# Kállay Ödön (politikus)
Nagykállói Kállay Ödön (Napkor, 1815. szeptember 3. – Kiscsere, 1879. augusztus 5.) politikus.

## Élete

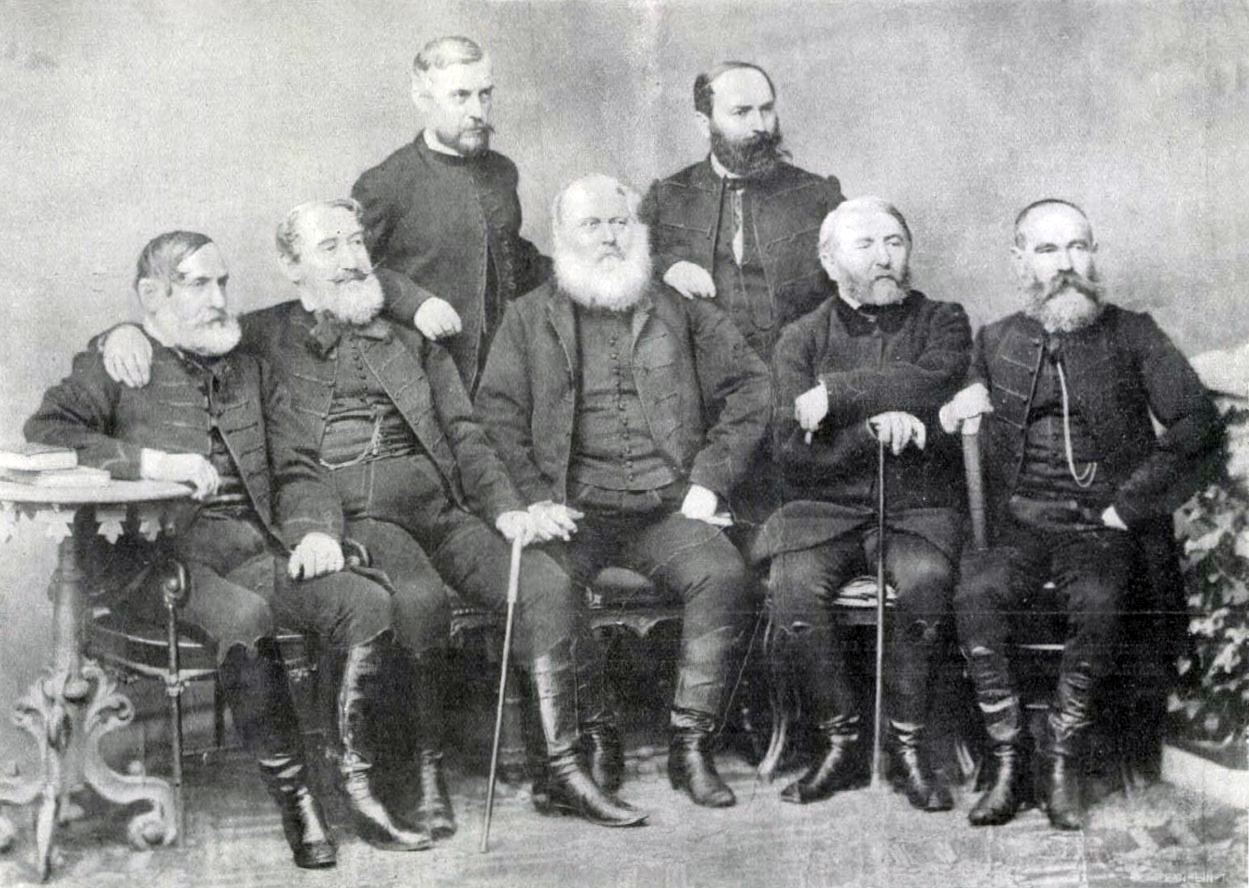
A "hét kuruc" néven ismert ellenzéki politikusok (Patay István, László Imre, Csanády Sándor, Madarász József, Kállay Ödön, Vállyi János, Vidats János) csoportképe (1860-as évek vége)

Kállay Gergely és Reviczky Viktória második gyermeke. Az 1843-1844-es pozsonyi országgyűlés tagja a szabadelvű-radikális párt híveként, később az 1848-1849-es pesti, majd debreceni nemzetgyűlésen Nádudvar képviselője. A szabadságharc utolsó időszakában Komárom vármegye élelmezési biztosa. A vereség után elfogták, kötél általi halálra és teljes vagyonelkobzásra ítélték, de Haynau 1850 nyarán megkegyelmezett neki. Ezután négy évig rendőri megfigyelés alatt tartották.
Az enyhülés időszakában Kossuth Lajos kifejezett kérésére tért vissza a politikai életbe. Az alkotmány visszaállítása után ismét parlamenti tag, egyike annak a hét függetlenségi képviselőnek (a „hét kuruc”), akik 1867. június 8-án, a koronázási ünnepségek alatt tüntetőleg Cinkotán gyűléseztek, kifejezve a kiegyezést elutasító állásfoglalásukat.
Kállay Ödön korának egyik legnépszerűbb politikusa volt, Mikszáth Kálmán úgy nyilatkozott róla: "Jellem, mint az acél, nemesség, amelyen nincsen rozsda".

## Családja
1839. november 21-én, Battonyán feleségül vette csépai és szentkatolnai Faragó Máriát (1823–1879); nyolc gyermekük született:
- Béla (1841-1845)
- Antal (1843-1845)
- Éva (1846-1849)
- Béla (1848)
- István (1849-1883), felesége: Rózsa Hermina
- Móric (1850-1851)
- Rudolf (1853-1920), felesége: duboveczi Dobóczky Malvin (1860-1939)
- Zoltán (1856-1914), felesége: jeszeniczei Jankovich Katalin (1861-1930)

## Művei
- Kállay Ödön beszéde (Pest, 1861)